# Каталонська кухня
Катало́нська ку́хня — кухня Автономної області Каталонія в Іспанії та Північної Каталонії у Франції.
Каталонська кухня містить багато страв, які можна знайти в кухнях інших середземноморських народів, від Марокко до Туреччини. Основою каталонської кухні є оливкова олія та вино.
На каталонську кухню мали вплив кухня римлян, арабська та єврейська кухні в період арабського домінування. Найсучасніша кухня Каталонії схожа на італійську (на приклад, італійська піца та каталонська кока), окситанську, іспанську («мато» (тобто білий сир) в Каталонії та «рекесон» в Іспанії) та до певної міри французьку (каба та шампанське) кухні.

## Найголовніші страви каталонської кухні
| Фото | Назва каталанською та українською мовами | Інформація про страву |
| ---- | --- | --- |
|      | Coca de verdures або coca d’escalivada, de recapte, de trempó, de mullador, d'Alcoi [ˈkɔkə də βəɾˈduɾəs] або [ˈkɔkə dəskəłiˈβaðə] Кока з овочами | Нагадує італійську піцу, для начинки використовується капсикум (мексиканський перець), баклажани, цибуля, іноді картопля, додається сіль, чорний перець, оливкова олія. |
|      | Escalivada [əskəłiˈβaðə] «Аскалібаза» / «ескалібада»                                                                                             | Традиційний каталонський гарнір до риби чи м'яса, зроблений з притушених овочів — капсикуму (мексиканського перця), баклажанів, цибулі, іноді картоплі. Слугує також начинкою для коки з овочами. У Валенсії називається кат. espencat, на Мальорці — кат. trempó.                                                                                      |
|      | Cava [ˈkaβə] Кава | Біле або рожеве іскристе вино типу шампанського, яке виробляється переважно у районах Ал-Панадес та Баш-Панадес, пр. за 40 км на південний захід від Барселони. |
|      | Pa amb tomàquet [pam tuˈmakət] Хліб з помідором по-каталонськи                                                                                   | Злегка підсмажена скибка білого хліба, іноді натерта часником перед тим, як її натирають половиною помідора. Після помідора додається оливкова олія та сіль. У багатьох каталонських ресторанах томатна суміш з сіллю та оливковою олією готується заздалегідь. Страва подається до будь-яких ковбас, шинки, сирів, анчоусів, риби або смажених овочів. |
|      | Coca de Sant Joan [ˈkɔkə də san ʑuˈan] Кока Св. Івана                                                                                            | Солодка піца, яку готують один раз на рік — 24 червня на день Св. Івана Хрестителя. Для начинки використовують шматочки помаранчів, дині, черешні. Для приготування коржа замість масла використовується топлене сало. |
|      | Crema catalana або crema cremada, crema de Sant Josep [ˈkɾεmə kətəˈłanə] Каталонський крем                                                       | Найвідоміший каталонський десерт, дуже схожий на французький крем-брюле, але на відміну від нього готується не на вершках, а на молоці. |
|      | Mel i mató (de Montserrat) [mεł i məˈto] Мед з білим сиром (з Монсаррата)                                                                        | Традиційний десерт Каталонії. Як молочнокислу закваску для цього білого сиру використовують іспанський артишок або сік цитрини. |
|      | Suquet de peix [suˈkεt də pεɕ] Рибний суке́т | Навариста юшка з морепродуктів (вугор, креветки) та овочів — картоплі, капсикуму (мексиканського перцю) та моркви. |
|      | Esqueixada [əskəˈɕaðə] Салат з тріски або «аскашяза» / «ескашада»                                                                                | Один з найтрадиційніших каталонських салатів. З овочів використовуються помідори, цибуля, перець та оливки, іноді зварене яйце та квасоля. Найчастіше цей салат готується влітку. У Валенсії називається кат. esgarrat. |
|      | Cuixa de porc [ˈkuɕə də pɔɾk] Свиняча нога (солона шинка)                                                                                        | Традиційна європейська страва. Шинка каталанською називається pernil або cuixot. |
|      | Allioli [əʎiˈɔłi] Айолі | Відомий соус жовтуватого кольору, який прибув з Єгипту через Сицилію до східної Іспанії; тепер є частиною каталонської кухні.; зараз частина каталонської кухні. Інгредієнти: часник, сіль, оливкова олія. Найчастіше вживається зі стравою «квасоля та ковбаса».                                                                                       |
|      | Escudella i carn d’olla [əskuˈdeʎə i kaɾn ˈdɔʎə] Аскуделья і м'ясо з каструлі                                                                    | Національна юшка Каталонії. Після варіння в одній каструлі макаронів, м'яса та овочів, м'ясо та овочі подаються на стіл окремо від власне юшки. У Валенсії називається кат. putxero i pilotes. |

## Інші страви, які є типовими для Каталонії
| Фото | Назва каталанською та українською мовами                      | Інформація про страву |
| ---- | ------------------------------------------------------------- | --- |
|      | Amanida або ensalada [əməˈniðə] або [ənsəˈłatə] Салат         | Холодна страва, що готується з різних сирих, запечених на грілю, відварених чи со́лених, маринованих овочів та фруктів. Одним з найвідоміших салатів Каталонії є «ескешада» або «аскашаза» — салат з тріски.                  |
|      | Embotit [əmbuˈtit] Ковбаса                                    | Найчастіше йдеться про свинячу ковбасу. |
|      | Pernil salat [pəɾˈnił səˈłat] Солона шинка                    | Традиційна шинка. Іншими мовами: італ. proscuitto, фр. jambon, ісп. jamón serrano, порт. presunto, окс. cambajon sec. |
|      | Pernil dolç [pəɾˈnił dołs] Не солона шинка                    | Традиційна шинка. Іншими мовами: італ. prosciutto cotto, фр. jambon, ісп. jamón york, окс. cambajon cuèch, англ. ham. |
|      | Botifarra [butiˈfarə] Свиняча ковбаса зі спеціями «бутіфарра» | Додається чорний мелений перець, часник, петрушка. |
|      | Flam [fłam] Крем-карамель                                     | Крем-карамель з горішнім шаром м'якої карамелі. |
|      | Gelat [ʑəˈłat] Морозиво                                       | |
|      | Pastís [pəsˈtis] Тістечко                                     | Традиційний європейський десерт. Найчастіше зустрічаються тістечка з шоколадом (кат. pastís de xocolata), сирні тістечка «чизкейки» (кат. pastís de formatge) та лимонники (кат. pastís de llimona). На малюнку — «чизкейк». |

## Найвідоміші страви північнокаталонської кухні
| Фото | Назва каталанською та українською мовами                              | Інформація про страву |
| ---- | --------------------------------------------------------------------- | --- |
|      | Mistela або фр. mistelle [misˈtɛłə] або [misˈtɛl] Містела або містель | Традиційний алкогольний напій Північної Каталонії міцністю від 16 до 22 градусів. Робиться зі свіжовичавленого виноградного соку (підготовленого для ферментації) та спирту. Назви іншими мовами: фр. mistelle, ісп. mistela або mixtela. |
|      | Boles de picolat [ˈbołəs də pikuˈłat] Русільйонські фрикадельки       | Традиційна м'ясна страва Північної Каталонії, робиться зі свинини та телятини, додаються яйця, борошно, цибуля, часник, зелені оливки, морква, томатна паста, оливкова олія, сіль та перець. Назви іншими мовами: фр. boulettes de viande, англ. meatballs, порт. almôndegas, ісп. albóndigas, італ. polpette, окс. caulets (у кумарці Баль-д'Аран). |

## Каталонське вино

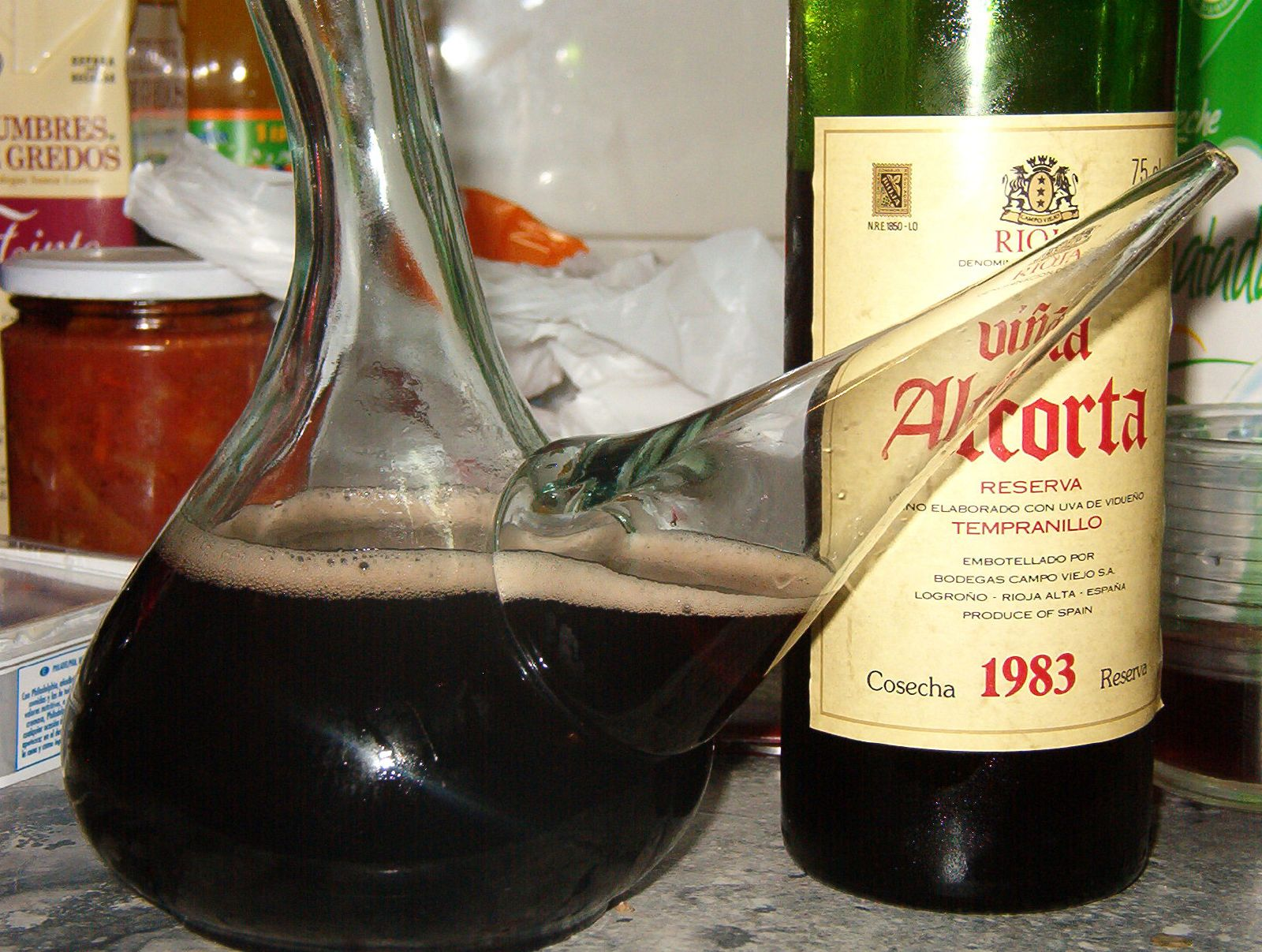
Каталонське пурро

Місцеве біле вино представлене такими сортами: «el macabeu» — мака́беу, «el xarel·lo» («la pansa blanca») — шаре́ллу (па́нса бла́нка ) та «el picapoll» — пікапо́ль, червоне вино — такими: «el sumoll» — сумо́ль та «el trepat» — трапа́т/трепа́т. Окрім того існує кілька сортів вин, до яких додається спирт: «vi ranci» — ра́нсі, «vi de garnatxa» — ґарна́ча, «vi de moscatell» — мускате́ль та «vimblanc» — бімбла́н/вімбла́нк.
Цікаво те, що у Каталонії вино часто зберігають та п'ють не зі звичайної винної пляшки, а з традиційного прибору, який називається «пурро́» (кат. porró).

## Каталансько-український гастрономічний словничок
| A - A la brasa — на вугіллі - A la planxa — на грилі - Aigua — вода - Al forn — у пічці - Albergínia — баклажан - All — часник - Anguila — вугор - Ametlla (у Валенсії ametla) — мигдаль - Amanida — салат - Anxoves amb torrades — анчоуси з тостами - Arròs — рис B - Bacallà — тріска - Bistec (entrecote de vedella) — біфштекс - Blat — пшениця - Bullit — зварений C - Cafè — кава - Calamars a la romana — кальмари - Cargol — равлик (їстівний) - Cava — іскристе вино (шампанське) - Ceba — цибуля - Cervesa — пиво - Cigró — нут (бобова рослина) - Cirera — черешня - Canyella — кориця - Col — капуста - Conill — кролятина - Cuina tradicional — традиційна кухня Ç D - Dieta mediterrània — середземноморська кухня E - Esqueixada — салат з тріски - Espàrrec — спаржа F - Farina — борошно - Fregit — смажений - Fruits secs — сушені фрукти (десерт) G - Gall — півень - Gallina — курка H - Herba-col (herbacol, card) — іспанський артишок I J - Julivert — петрушка K L - Licor — лікер - Llagostí — креветка - Llard (saïm) — смалець - Llet — молоко - Llevat (rent) — дріжджі - Lluç — мерлуза L•L M - Marisc — морепродукти - Mató — білий сир - Mel — мед - Meló — диня - Menú del dia — комплексний обід - Midó — крохмаль - Mongeta (іноді fesol) — квасоля N - Nata — вершки O - Olla — каструля - Oli — олія - Ordi — ячмінь - Ou — яйце P - Pastanaga або carlota (рідше safanòria, carrota) — морква - Patata або trumfa (мн. patates) — картопля - Patates fregides — смажена картопля (фритки) - Pebre — чорний перець - Pebrot — капсикум (мексиканський перець) - Peix — риба - Pernil — шинка - Picolat — у вигляді фаршу - Pollastre — курча - Porc — свинина - Postres — десерти - Primer plat — перша страва - Propina — чайові Q R - Rap — морський чорт (риба) - Refresc — освіжаючий - Rostit — смажений S - Sal — сіль - Sèsam — кунжут - Suc de taronja, pinya — сік помаранчевий, ананасовий - Sucre — цукор T - Taronja — помаранч - Te — чай - Truita (de patates, d’espàrrecs) — омлет іспанський (з картоплею), зі спаржею U V - Vedella — телятина - Vi — вино W X - Xufa — чуфа (осикова рослина) Y Z | А - Анчоуси з тостами — anxoves amb torrades Б - Баклажан — albergínia - Білий сир — mató - Біфштекс — bistec (entrecote de vedella) - Борошно — farina В - Вершки — nata - Вино — vi - Вода — aigua - Вугор — anguila Г Ґ Д - Десерти — postres - Диня — meló - Дріжджі — llevat (rent) Е Є Ж З - Зварений — bullit І - Іскристе вино (шампанське) — cava - Іспанський артишок — herba-col (herbacol, card) Ї Й К - Кава — cafè - Кальмари — calamars a la romana - Капсикум (мексиканський перець) — pebrot - Капуста — col - Картопля — patata або trumfa (мн. patates) - Каструля — olla - Квасоля — mongeta (іноді fesol) - Комплексний обід — menú del dia - Кориця — canyella - Креветка — llagostí - Кролятина — conill - Крохмаль — midó - Кунжут — sèsam - Курка — gallina - Курча — pollastre Л - Лікер — licor М - Мед — mel - Мерлуза — lluç - Мигдаль — ametlla (у Валенсії ametla) - Молоко — llet - Морепродукти — marisc - Морква — pastanaga або carlota (рідше safanòria, carrota) - Морський чорт (риба) — rap Н - На вугіллі — a la brasa - На грилі — a la planxa - Нут (бобова рослина) — cigró О - Олія — oli - Омлет іспанський (з картоплею), зі спаржею — truita (de patates, d’espàrrecs) - Освіжаючий — refresc П - Перша страва — primer plat - Петрушка — julivert - Пиво — cervesa - Півень — gall - Помаранч — taronja - Пшениця — blat Р - Равлик (їстівний) — cargol - Риба — peix - Рис — arròs С - Салат — amanida - Салат з тріски — esqueixada - Свинина — porc - Середземноморська кухня — dieta mediterrània - Сік помаранчевий, ананасовий — suc de taronja, pinya - Сіль — sal - Смажена картопля (фритки) — patates fregides - Смажений — fregit - Смажений — rostit - Смалець — llard (saïm) - Спаржа — espàrrec - Сушені фрукти (десерт) — fruits secs Т - Телятина — vedella - Традиційна кухня — cuina tradicional - Тріска — bacallà У - У вигляді фаршу — picolat - У пічці — al forn Ф Х Ц - Цибуля — ceba - Цукор — sucre Ч - Чай — te - Чайові — propina - Часник — all - Черешня — cirera - Чорний перець — pebre - Чуфа (осикова рослина) — xufa Ш - Шинка — pernil Щ Ю Я - Яйце — ou - Ячмінь — ordi |

### Корисні фрази
- Què els ve de gust de postres ? — Що Ви хочете на десерт ?
- Què teniu ? — Що у вас є ?
- Flam, gelats, pastís de xocolata, de llimona i de formatge. — Крем-карамель (з горішнім шаром м'якої карамелі), морозиво, шоколадні, лимонні та сирні тістечка.
- Teniu gelat de vainilla ? — У вас є ванільне морозиво ?
- Ho sento, de vainilla no ens en queda cap. N’hi ha de maduixa o de xocolata. — Перепрошую, ванільного не залишилося.
- I la crema, és de la casa ? — А крем-брюле домашнього приготування ?
- Oh i tant ! — Так, звісно !
- Decidit doncs: dos flams amb nata, un pastís de llimona i un gelat de xocolata. — Тоді вирішено: два креми-карамелі з вершками, лимонне тістечко та шоколадне морозиво.
- Volen cafès ? — Хочете кави ?
- Sí, dos tallats descafeïnats, un cafè i una infusió. — Так, дві філіжанки кави без кофеїну, одну звичайну каву та одну фруктову суміш.
- Volen més aigua o cava ? — Принести ще води чи каби ?
- No, ja n’hi ha prou. — Ні, досить.
- El compte, sisplau ! — Рахунок, будь ласка.
- Què teniu/tenen de primer ? — Що у вас/Вас на перше ?
- Què hi ha de postres ? — Які маєте десерти ?
- Què podem beure ? — Що ми можемо випити ?
- Per a mi una cervesa. — Мені пиво.
- Jo vull una copa de vi. — Я хочу стакан вина.
- Què m’aconsella de segon ? — Що Ви мені порадите на друге ?
- Li aconsello agafar … — Раджу Вам взяти …
- A mi m’agrada més el peix. — Найбільше мені подобається риба.
- Jo m’estimo més la carn. — Найбільше мені подобається м'ясо.
- M’estimo més beure aigua. — Я найбільше хочу випити води.
- Com el peix no hi ha res. — Краще за рибу нічого немає.
- T’agrada el xai ? — тобі подобається баранина ?
- No, no m’agrada gaire. — Ні, не дуже.
- Sí, però és … — Так, але [вона є] …
  - salat / -da — солоним / -ою
  - fat /-da — жирним / -ою
  - cru / -a — сирим / -ою
  - cuit / -a — смаженим / -ою
- El peix és caríssim. — Риба є задорогою.
- Aquestes mongetes són saladíssimes. — Ця квасоля пересолена.